# Kościół Narodzenia Najświętszej Maryi Panny w Swarzewie
Kościół Narodzenia Najświętszej Maryi Panny w Swarzewie – ceglany rzymskokatolicki kościół parafialny zlokalizowany w Swarzewie (powiat pucki, województwo pomorskie). Do rejestru zabytków został wpisany 25 czerwca 2008 pod numerem 1830.

## Historia i architektura

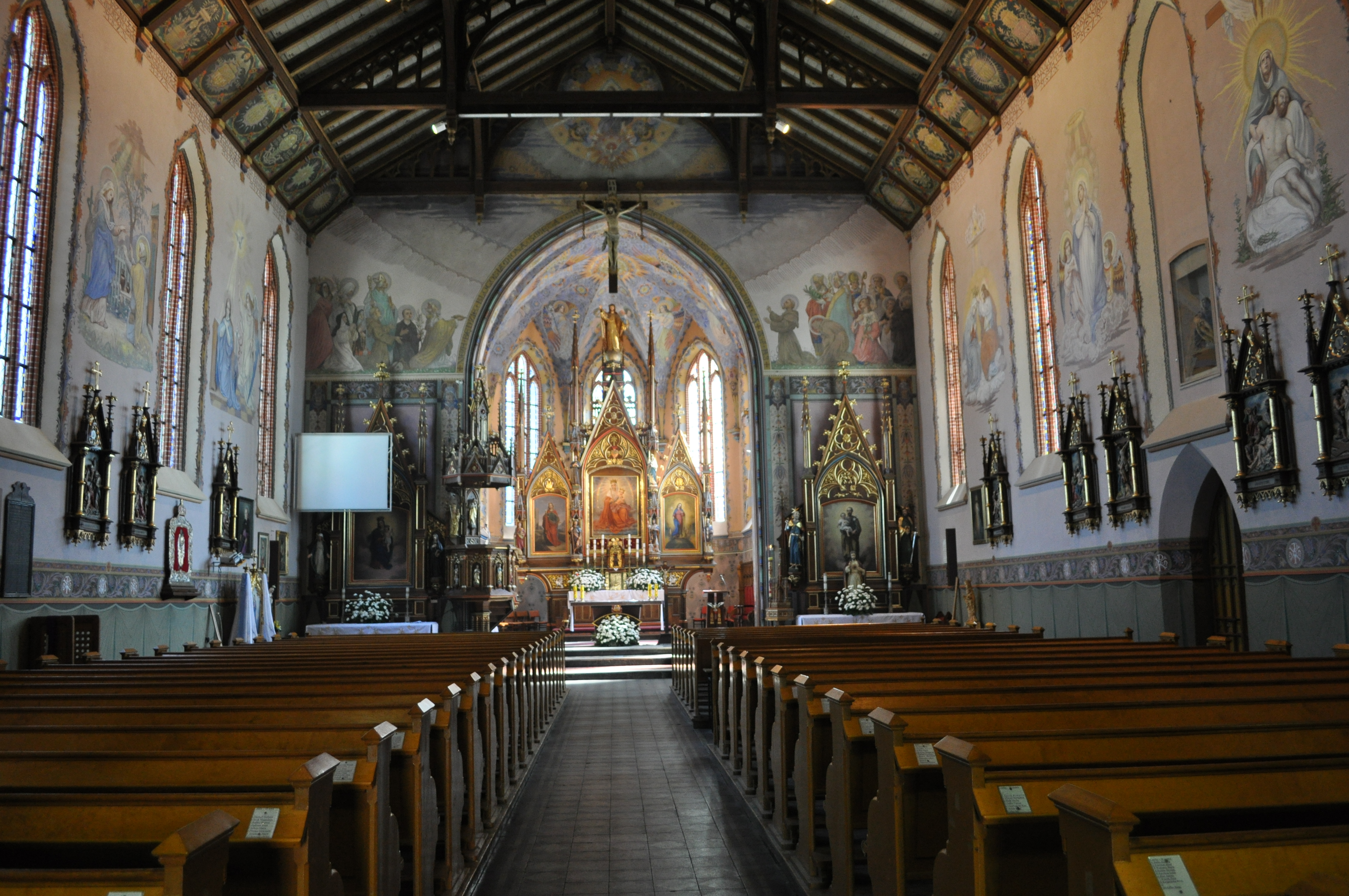
Wnętrze

Obecna świątynia jest trzecią z kolei wzniesioną we wsi, a wybudowano ją w latach 1877-1880, jako znacznie większą w stosunku do poprzedniej, co wychodziło naprzeciw zwiększającemu się ruchowi pielgrzymkowemu do tutejszego sanktuarium. 
Obiekt powstał w stylu neogotyckim, jako kościół halowy o długości 43 metrów i szerokości 18 metrów. Wieża ma wysokość 40 metrów i stanowi punkt orientacyjny z wód Zatoki Puckiej. Widziana jest także z lądu z odległości około dziesięciu kilometrów.
Przy kościele funkcjonuje sanktuarium maryjne, z którym wiąże się legenda o cudownym uratowaniu marynarzy ze sztormu lub przypłynięciu cudownej figury z Helu, gdzie zagrażali jej protestanci. W 1626 i 1657 figura była zakopywana w ziemi w obawie przed zniszczeniem przez Szwedów. W styczniu 1936 figura została obrabowana z kosztowności i porzucona przez złodziei. 7 i 8 września 1937 odbyły się uroczystości koronacyjne. Przewodził im biskup Stanisław Okoniewski w towarzystwie biskupa Konstantyna Dominika. 11 czerwca 1987 figura odbyła peregrynację do Gdyni podczas wizyty papieża Jana Pawła II.

## Wyposażenie
W kościele znajduje się figura Matki Bożej, która została uznana za cudowną w roku 1702 przez biskupa Krzysztofa Szembeka. Oprócz tego wisi tu XVII-wieczny obraz-mapa ukazujący historię figury i deska z polskim tekstem wierszowanym Krótkie opisanie z 1775. Ołtarz główny pochodzi z drugiej połowy XVIII wieku (marmur i alabaster). Sceny z życia Matki Bożej ukazuje polichromia autorstwa Władysława Drapiewskiego z lat 30. XX wieku, dokończona po zakończeniu II wojny światowej.